# Hippolyte Chelard
Hippolyte Chelard (1. února 1789, Paříž – 12. února 1861, Výmar) byl jedním z francouzských operních skladatelů 19. století.

## Život
Byl studentem Fétise a Gosseca, v Itálii pak Bainiho, Giovanna Paisiella a Niccolo Antonia Zingarelliho. Po roce 1829 se z kariérních důvodů přestěhoval do Německa. Byl přítelem Hectora Berlioze.

## Dílo
Jeho první operou byla La casa da vendera uvedená v Neapoli.
- 1827 – Macbeth; neuspěla ve Francii, ale v Německu ano
- 1829 – Pokoj se snídaní (La table et le logement); v Německu uvedená pod názvem Der Student v Mnichově
- 1835 – vznikla jeho nejlepší opera – Hermannova bitva

Jeho hudba ovlivnila tvorbu Richarda Wagnera. Pracoval také jako dirigent.